# Eilica lotzi
Eilica lotzi är en spindelart som beskrevs av FitzPatrick 2002. Eilica lotzi ingår i släktet Eilica och familjen plattbuksspindlar. Inga underarter finns listade i Catalogue of Life.